# Francis Gary Powers
Pour les articles homonymes, voir Powers.
Francis Gary Powers est un aviateur américain, né le 17 août 1929 à Jenkins et mort le 1er août 1977 à  Encino. Recruté par la CIA durant la guerre froide afin de piloter un avion de reconnaissance U-2, il est devenu célèbre pour avoir été capturé et condamné par les Soviétiques après que son avion eut été abattu au-dessus du territoire de l’Union soviétique le 1er mai 1960.

## Biographie
Powers était capitaine dans l’United States Air Force.
Après sa carrière militaire, Gary Powers fut pilote d’essai chez Lockheed Corporation de 1963 à 1970. Il meurt en 1977 à Los Angeles, dans l'accident de l'hélicoptère qu’il pilotait pour le compte d’une chaîne de télévision. Francis Gary Powers est enterré au cimetière national d’Arlington.
Ce n’est qu’en 1987, dix ans après sa mort et vingt-cinq ans après son retour de captivité, que la Distinguished Flying Cross lui est décernée à titre posthume. En 2012, c’est la Silver Star qui lui est décernée.

## Interception et capture

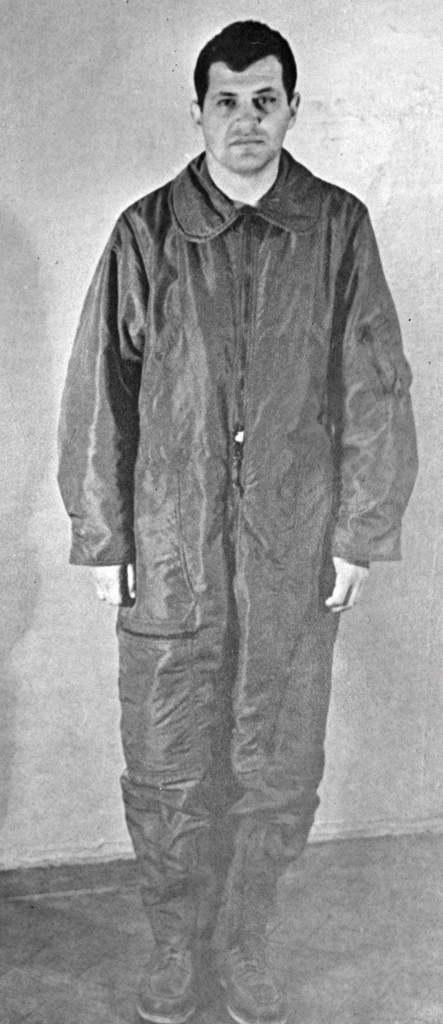
Francis Gary Powers, après sa capture par les Soviétiques.

Les témoins oculaires de la scène de son interception à Sverdlovsk (aujourd’hui Iekaterinbourg) racontent qu’en voyant les tirs de missiles sol-air S-75 Dvina, ils pensaient à un feu d’artifice célébrant le 1er mai, avec pour couronner le tout des sauts en parachute.
La salve de missiles avait en effet également abattu le chasseur soviétique qui poursuivait l’U-2 de Powers, et le pilote du MIG-19 avait dû, lui aussi, sauter en parachute.
Powers fut capturé par les Soviétiques puis condamné à dix ans de prison, traitement inhabituel à l’époque en Union soviétique. Après dix-sept mois de captivité à la prison de Vladimir, il fut échangé au pont de Glienicke (reliant Berlin-Ouest à Potsdam) contre l’espion du KGB William Fischer, en février 1962, grâce à James B. Donovan, et put rentrer au pays.
Au sein du monde de l’espionnage des États-Unis et de l’USAF, beaucoup lui en ont voulu de s’être éjecté au lieu d’ingérer sa capsule à base de sel de cyanure. Avec sa capture, les Soviétiques disposaient en effet d’un moyen de pression sur les États-Unis qui permit la libération de Fischer, lequel ne révéla jamais rien aux services de contre-espionnage américains.
Il meurt en 1977, à l'âge de 47 ans, lors du crash d'hélicoptère d'Encino (en).

## Dans la culture populaire

### Bande dessinée
L’épisode de l’incident de l’U-2 est le thème principal de la seconde trilogie des aventures de la série Pin-Up par Berthet & Yann.

### Cinéma
Le personnage apparaît dans le film Le Pont des espions (2015) de Steven Spielberg, qui revient sur l’incident de l’U-2. Il est incarné par Austin Stowell.
Le nom de Francis Gary Powers et du crash de son U-2 sont mentionnés dans le film "JFK" (1991) de Oliver Stone.

### Télévision
En 1976, la biographie de Powers (rédigée en collaboration avec Curt Gentry (en)) est adaptée à la télévision sous le titre Francis Gary Powers: The True Story of the U-2 Spy Incident. Le rôle de Powers est interprété par Lee Majors.